# Antonio Petrini

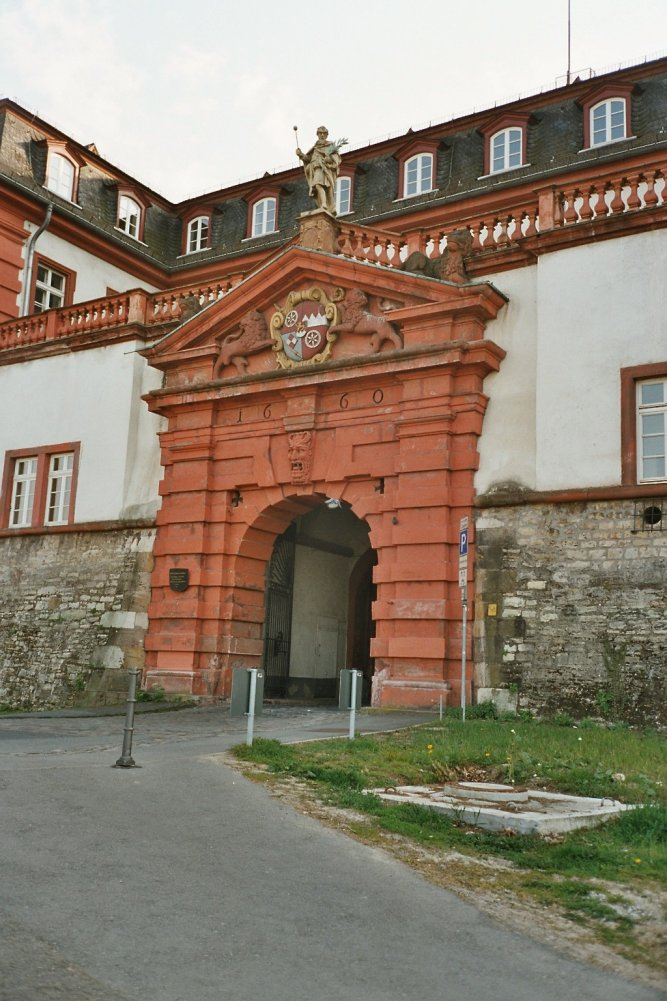
Porte principale de la citadelle à la commanderie, Citadelle de Mayence, 1660

Antonio Petrini (né en 1621 à Calavino, mort le 8 avril 1701 à Wurtzbourg) est un architecte allemand d'origine trentine. Petrini mêle le baroque italien avec la Renaissance allemande, créant un style baroque propre à la Franconie.

## Biographie
Antonio Petrini appartient à un groupe de constructeurs italiens qui a fortifié les villes et agrandi les églises et les palais. Dans sa période active, il a participé à la construction de nombreuses églises et édifices laïques à Wurtzbourg, la Franconie, Mayence et au-delà. Sa maison à Wurtzbourg avec des baies décorés à leurs angles a été détruite durant la Seconde Guerre mondiale.

## Œuvres
- Porte principale de la citadelle à la commanderie, Citadelle de Mayence, 1660
- Kollegiatstift Haug, Wurtzbourg, 1670-91
- Façade du couvent franciscain de Paderborn, 1671
- Sanctuaire de Fährbrück, Hausen bei Würzburg, 1683-1697
- Église protestante, auparavant faisant partie du couvent des ursulines de Kitzingen, 1686-93
- Château de Seehof,1687-1713
- Fondation Juliusspital Würzburg, 1699-1701
- Église de l'ancienne université de Wurtzbourg, 1696-1703
- Église Saint-Étienne, Bamberg, 1626-99
- Sous la direction de Petrini, à la citadelle de Petersberg, après quatre bastions et la tour-porche avec le portail baroque déjà construits en 1668, quatre autres bastions en 1700 : ses caractéristiques sont les masques de pierre des portes de la citadelle comme la tête de lion avec sa langue qui sort à la porte Saint-Pierre.

## Source, notes et références
- (de) Cet article est partiellement ou en totalité issu de l’article de Wikipédia en allemand intitulé « Antonio Petrini » (voir la liste des auteurs).